# Tirmania
Tirmania is een geslacht van schimmels behorend tot de familie Pezizaceae. De typesoort is Tirmania nivea.

## Soorten
Volgens Index Fungorum telt het geslacht drie soorten (peildatum maart 2023):
| Soortnaam          | Auteur(s)                    | Publicatiejaar |
| ------------------ | ---------------------------- | -------------- |
| Tirmania honrubiae | Morte, Bordallo & Ant. Rodr. | 2018           |
| Tirmania nivea     | (Desf.) Trappe               | 1971           |
| Tirmania pinoyi    | (Maire) Malençon             | 1973           |